# 名草山
名草山（なぐさやま）は、和歌山県和歌山市にある山である。標高228.7m。

## 概要
山の中腹には西国三十三所第2番札所である紀三井寺がある。名水もあり、湧水である三井水（吉祥水・清浄水・楊柳水）は、「名水百選」に選ばれている。海南市方面から遠望すると、漢字の山に見える。
内原側から登ると乃木希典の石碑を見ることができる。

## 交通
- JRきのくに線紀三井寺駅下車
- 距離は長いが、きのくに線の黒江駅で降りて冬野まで県道を歩き、そこから登山することや、和歌山電鐵貴志川線の竈山駅から竈山神社のそばの県道を通り、はさみ池(Y字型の池)からの登山も可能。

## 注意点
- 少し前の地形図や道路地図に載っている紀三井寺から山頂へ向かう歩行者道は、90年代までの地図では自動車の通れる道として書かれていたが、実際には途中までは登山道としても事実上利用できない道路状況にあるので登山に際してはこの種類の地図には載っていない事が多い他の登山道を調べる必要がある。この道路はかつて頻発した山火事から紀三井寺の建築物や文化財などを守るために、意図的に放棄され、道路をふさぐ形で大仏殿も新設されている。
- イノシシが極めて多いので、鈴を鳴らしながら登山し、猪狩りの猟師にも注意する必要がある。主要な登山道であってもヤブに覆われている場合があるので、マダニなどに刺されにくい長袖長ズボンの着用が必要である。